# Reynoldsia sandwicensis
Reynoldsia sandwicensis es una especie de árbol perteneciente a la familia Araliaceae, que es originaria de las islas Hawái.

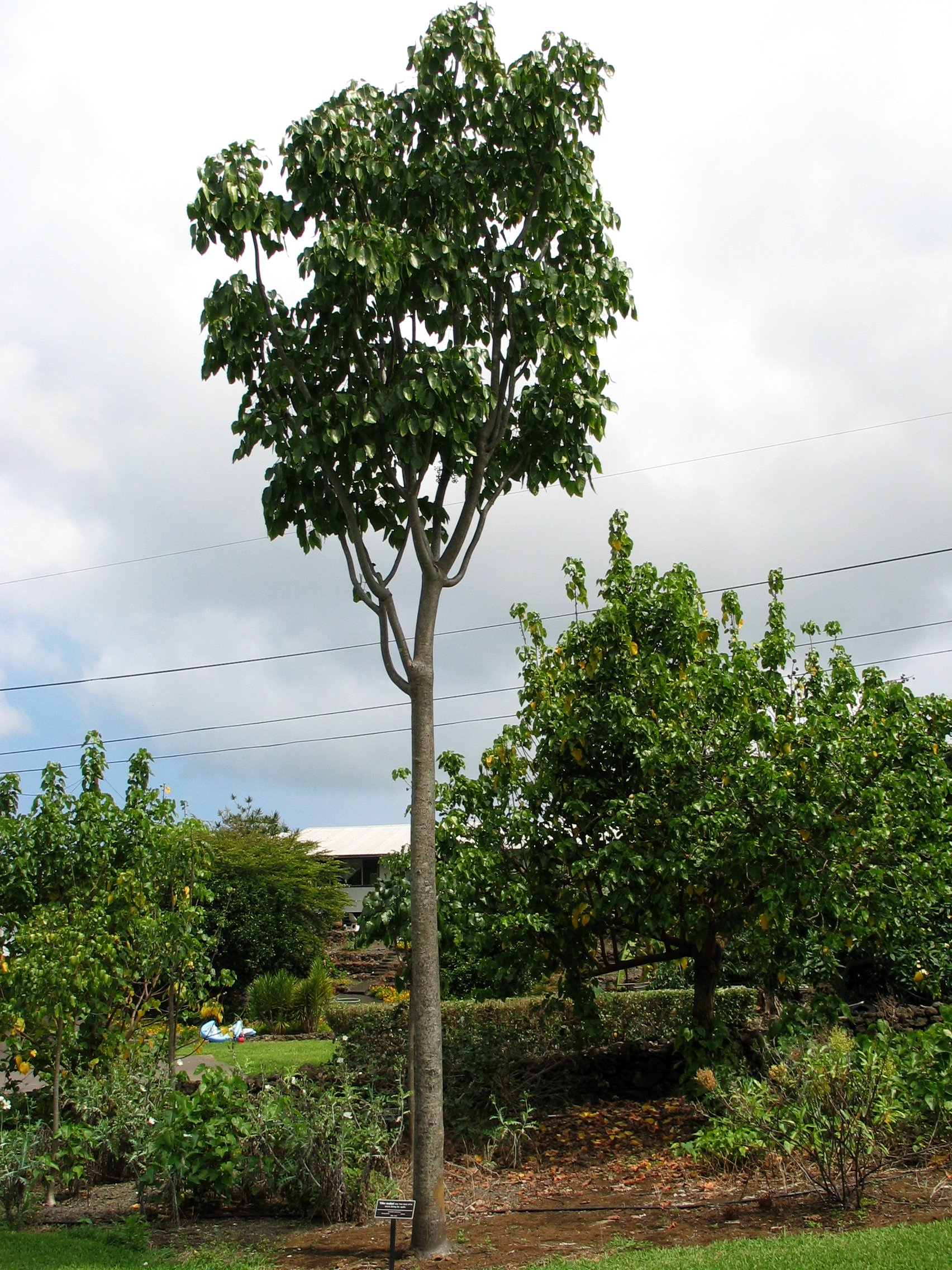
Vista de la planta

## Descripción
Es un árbol que alcanza un tamaño de 4.6 a 15 m de altura con un tronco de hasta 0,6 m de diámetro.

## Distribución y hábitat
Se puede encontrar a una altitud de 30 a 800 metros en la mayoría de las islas principales. R. sandwicensis generalmente habita en las tierras bajas los bosques secos, pero se ve ocasionalmente en lugares costeros y en los bosques templados mixtos. Está amenazada por pérdida de hábitat.

## Taxonomía
Reynoldsia sandwicensis fue descrita por Asa Gray y publicado en United States Exploring Expedition 724. 1854.
Sinonimia
- Eschweileria sandwicensis (A.Gray) T.Durand ex Drake
- Reynoldsia degeneri Sherff
- Reynoldsia hillebrandii Sherff
- Reynoldsia hosakana Sherff
- Reynoldsia huehuensis Sherff
- Reynoldsia huehuensis var. brevipes Sherff
- Reynoldsia huehuensis var. intermedia Sherff
- Reynoldsia mauiensis Sherff
- Reynoldsia mauiensis var. macrocarpa O.Deg. & Sherff
- Reynoldsia oblonga O.Deg. & Sherff
- Reynoldsia sandwicensis var. intercedens Sherff
- Reynoldsia sandwicensis var. molokaiensis Sherff
- Reynoldsia venusta Sherff
- Reynoldsia venusta var. lanaiensis Sherff
- Trevesia sandwicensis (A.Gray) Benth. & Hook.f. ex B.D.Jacks[5][6]